# Korytowo (powiat choszczeński)

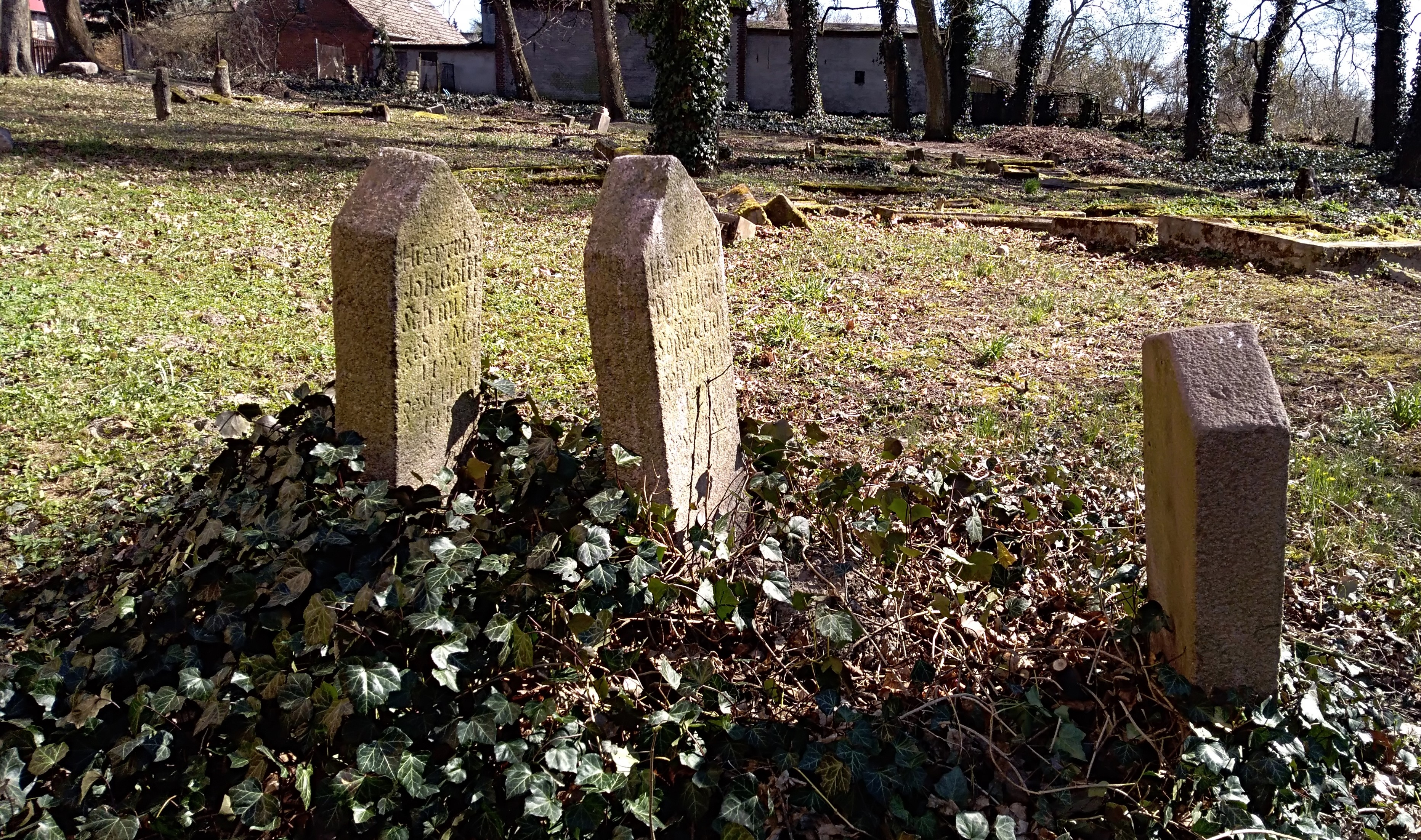
Dawny poniemiecki cmentarz ewangelicki w Korytowie

Korytowo (niem. Kürtow) – wieś sołecka w Polsce położona w województwie zachodniopomorskim, w powiecie choszczeńskim, w gminie Choszczno.
Wieś wchodząca w skład sołectwa Golcza.
Wieś leży ok. 10 km na południowy wschód od Choszczna, nad Jeziorem Korytowskim. 
W latach 1954–1961 wieś należała i była siedzibą władz gromady Korytowo, po jej zniesieniu w gromadzie Zieleniewo. W latach 1975–1998 miejscowość należała administracyjnie do województwa gorzowskiego. 

## Historia
Jest to najstarsza miejscowość na ziemi choszczeńskiej. Początki sięgają czasów średniowiecza, kiedy to w rejonie cypla Jeziora Korytowskiego funkcjonowała osada przygrodowa (IX - XII wiek). Wraz z ziemią choszczeńską była we władaniu książąt wielkopolskich, a pod koniec XIII wieku, mimo burzliwych dziejów wymieniono ją w Kronice wielkopolskiej, jako ziemię leżącą w granicach diecezji poznańskiej. Początkowo Korytowo należało do joannitów, a od XIV wieku do rodziny von Wedel i von Goltz. Na przełomie XV / XVI wieku Korytowo było miastem. Do dziś z tego okresu pochodzi układ ulic. 

## Zabytki

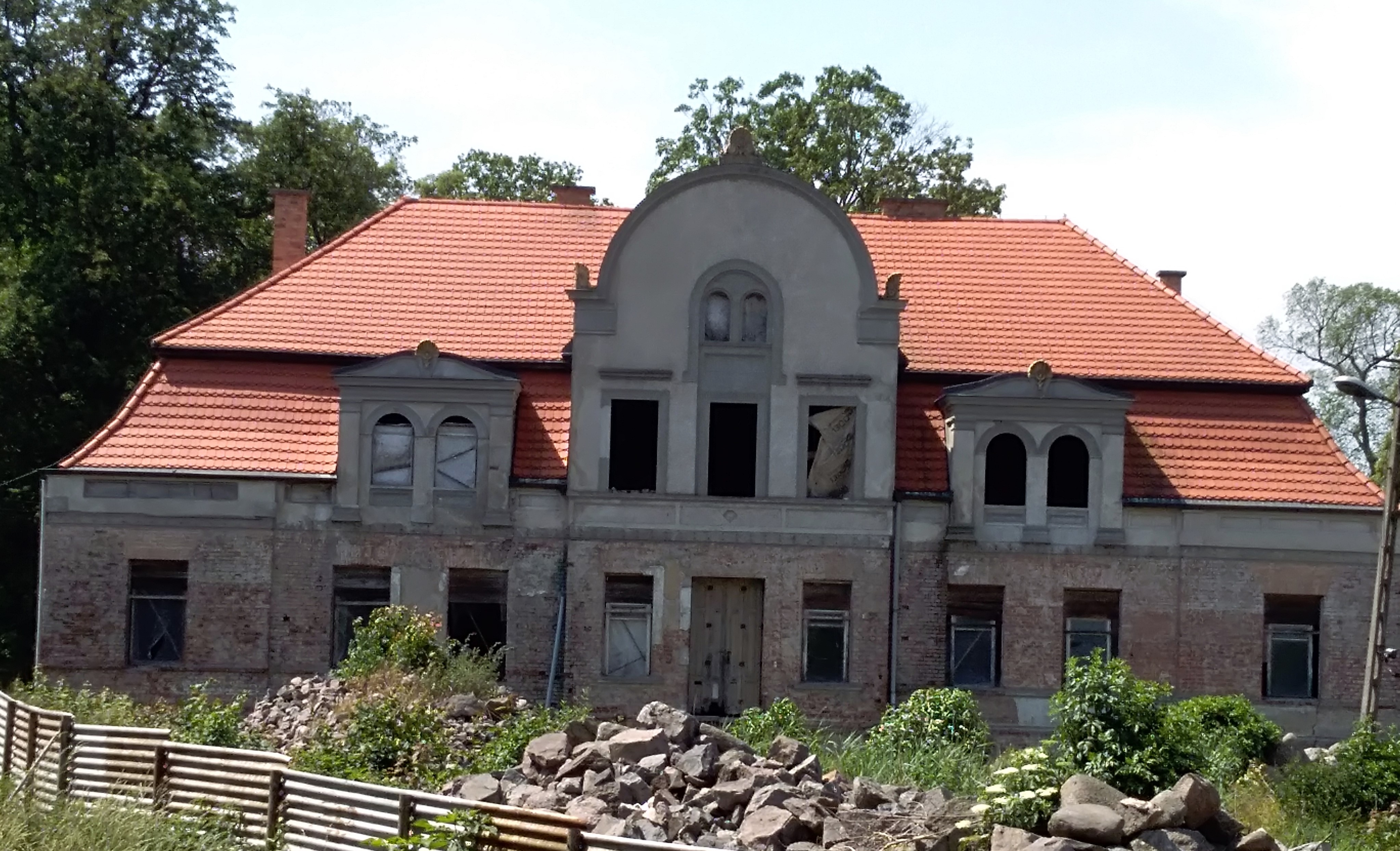
Pałac w Korytowie

Do wojewódzkiego rejestru zabytków wpisane są:
- kościół pod wezwaniem św. Stanisława Kostki z XIII wieku, przebudowany w połowie XVI wieku. Kościół parafialny, rzymskokatolicki należący do dekanatu Choszczno, archidiecezji szczecińsko-kamieńskiej, metropolii szczecińsko-kamieńskiej. Kościół ufundowała rodzina von Wedel. Budynek orientowany, zbudowany został na planie prostokąta o wymiarach 18,9 x 12,3 m. Przy zachodniej ścianie szczytowej korpusu stoi wieża zbudowana na rzucie prostokąta o wymiarach 6,7 x 7,1 m. Do północnej ściany wieży dobudowano zakrystię. Obiekt posiada budowę trzybryłową, a mianowicie: korpus nawowy pokryty dwuspadowym wysokim dachem, wieżą zwieńczoną stopniowanym hełmem z latarnią i ostrosłupową iglicą, oraz zakrystię o bryle nieregularnego wielościanu, nakrytą wysokim dachem pulpitowym. W sensie architektonicznym świątynia ma budowę halową. Elewacja południowa jest czteroosiowa, rytmiczna, przyozdobiona ceglanym portalem, Elewacja północna jest trzyosiowa, symetryczna bez elementów stylowych. Wyjątkowa jest dwuosiowa elewacja wschodnia, w której szczyt przyozdobiony został stopniowanym układem blend arkadowych i wieńczącymi go sterczynami. W blendach arkadowych umieszczono otwory okienne których łuki wsparte są na ozdobnych główkach. Masywna wieża wyróżnia się odsłoniętym wątkiem i fakturą muru kamienno - ceglanego. Na wysokości trzeciej kondygnacji elewacja ma dwuosiowy podział z ceglanymi obramieniami i pełno łukowymi nadprożami okiennymi. W kościele zachowało się kilka elementów wyposażenia o cechach zabytkowych. Najcenniejszym zabytkiem jest wczesnorenesansowa nastawa ołtarzowa w formie pentaptyku z roku 1588, ze sceną ukrzyżowania Jezusa i figurami św. Piotra i Pawła. Na trzeciej kondygnacji wieży zawieszony jest dzwon spiżowy z roku 1732. Elementem wyposażenia są też ławki drewniane wykonane w latach 30. XX wieku. Starszy dzwon z 1568 wykonany przez stargardzkiego ludwisarza Josta van Westena przechowywany jest obecnie w kościele św. Józefa w Jenikowie[6]. W latach 2002–2008 wykonany został kompleksowy remont wieży kościoła: wykonana została nowa konstrukcja latarni, nowa więźba hełmu, który został pokryty blachą miedzianą[7].
- zespół pałacowy:
- dwór - pałac z XV - XVIII wieku, przebudowany w latach 1830–1890. Nad wejściem głównym herbem właścicieli przedstawiający lwa i krasnala z rybim ogonem. Budynek stoi na dużo starszych murach średniowiecznego zamku, piwnice gotyckie. Pałac jest trzyskrzydłowy, parterowy, dziedziniec otwarty na ogród. Nakryty wysokim mansardowym dachem. Główne skrzydło ozdobione facjatkami i trzykondygnacyjnym ryzalitem z owalnym frontonem, boczne skrzydła ozdobione skromnymi szczytami.
- park graniczący z dworem założony w XVI wieku. Dla podniesienia walorów widokowych usypano kopiec. Park rozciągał się wzdłuż jeziora i przechodził w promenadę leśną.

inne zabytki:
- budowle z gołębnikami i spichlerzami wchodzącymi w skład folwarku, bezstylowa oficyna.
- grodzisko stożkowe porośnięte parkiem, w jego zboczu głęboka lodownia z XVIII w[8].

## Gospodarka
W Korytowie jest jednostka Ochotniczej Straży Pożarnej.